# کارلو کاپورالی
کارلو کاپورالی (انگلیسی: Carlo Caporali؛ زادهٔ ۲۷ آوریل ۱۹۹۴) بازیکن فوتبال اهل ایتالیا است.